# 양털 나선 은하
양털 나선 은하는 거대 구조 나선 은하에 상반되는 나선 은하의 한 구조로 거대 구조 나선 은하의 잘 뭉쳐진 나선 구조와는 달리 양털 나선 은하는 나선 구조가 불확실한 은하이다.